# Xavier Bertran i Solé
Xavier Bertran i Solé (Terrassa, 1968) és un actor, escriptor i guionista català, llicenciat en interpretació a l'Institut del Teatre (1987-1990). Com a actor ha destacat pel seu paper a la sèrie de televisió Lo Cartanyà; i ha col·laborat en diversos mitjans de comunicació. El seu estil i versatilitat va ser el motiu pel qual Quim Monzó li va dedicar un article al seu El runrún l'any 2004. Com a actor, ha engendrat els personatges de Vicenç Cartanyà, Germà Jové, Biel Binimelis i Guillermo Gallardo, entre d'altres, i que han aparegut a la televisió i al teatre. Ha sigut guionista de les sèries Plats bruts, Lo Cartanyà, entre d'altres.

## Teatre
- Home per home (1990), dirigida per Pau Monterde
- De cara a la paret (1992), dirigida per Jordi Vilà, amb la Companyia La Mòmia
- Tracti'm Devos (1993), dirigida per Jordi Vilà, amb la Companyia La Mòmia
- Iconoclasta (1994), dirigida per Jordi Vilà, amb la Companyia La Mòmia
- El vol d'Ícar (1992), dirigida per Pep Anton Gómez
- Pornofonia bucal (1990-1995), dirigida per Joan Anguera, amb la Companyia Follim Follam
- Un cas curiós (1995), dirigida per Jordi Vilà
- La doble inconstància (1996), dirigida per Pep Anton Gómez
- Guillermo Gallardo en Gimiendo a lo lindo (1997),[5][1] dirigida per Jordi Vilà Zapata i interpretada per Xavier Bertran i Bárbara Granados[6]
- Entre dos senos (1998), dirigida per Pep Anton Gómez[5][1]
- Les dones sàvies (1999), dirigida per Rosa Novell
- Casta Diva (2000), dirigida per El musical més petit
- 5 Hombres.com (2001), dirigida per JM Contreras i Ana Rivas
- Flip (2002), dirigida per Jordi Vilà, i interpretada per Xavier Bertran i Eva Barceló[7]
- La Perritxola (2003), dirigida per Joan Lluís Bozzo
- Sexes (2004), juntament amb Pep Anton Gómez, director de l'obra, i interpretada per Xavier Bertran, Rosa Boladeras, Jordi Sánchez, Sílvia Abril i Eva Barceló[8]
- La ratonera (2014), dirigit per Víctor Conde

## Televisió
- Estació d'enllaç (1996), sèrie; un episodi. Actor
- Sitges (1996), sèrie dirigida per Eduard Cortés; un episodi. Actor
- Les 1000 i una (1997-1999), programa dirigit per Jordi González. TV3. Actor (Germà Jové)
- Efectes secundaris (1997-1998), programa dirigit per Toni Clapés. TV3. Actor
- 7 de notícies (2001), programa dirigit per Toni Soler. El Terrat. TV3. Actor
- Set de nit (2001-2002), programa dirigit per Toni Soler. El Terrat, TV3. Actor i guionista
- Plats bruts (2001-2002), sèrie dirigida per Oriol Grau, Lluís Manyoses i Joel Joan. TV3. Guionista
- Por fin ya es viernes (2003), programa dirigit per Javier Capitán. Antena 3. Actor
- Minoria absoluta (2004), programa dirigit per Toni Soler. Actor
- Lo Cartanyà (2005-2007), sèrie codirigida amb Sergi Pompermayer. TV3. Actor (Vicenç Cartanyà) i guionista
- Fenómenos (2007), sèrie dirigida per Juan Cruz i Gerard Florejachs; dos episodis. El Terrat. LaSexta. Actor
- 1 quart de 3 (2008), sèrie dirigida per Lluís Salgado; un episodi. TV3. Actor (Vicenç Cartanyà)
- Sota terra (2010), programa dirigit per Josep Maria Andrés; amb Fermí Fernàndez i Eudald Carbonell. Guionista
- La sagrada família (2010), sèrie; un episodi. TV3. Actor
- Si tu vas al cel (amb patinet) (2012-2013), programa codirigit amb Oriol Gispert. BTV. Entrevistador[3][9]
- Lokus day (2019), sèrie de 10 episodis. TV3. Director, guionista i actor.

## Cinema
- Tempus fugit (2004), telefilm dirigit per Enric Folch. TV3. Actor
- El barón contra los Demonios (2006), dirigida per Ricardo Ribelles. Actor

## Ràdio
A la ràdio, ha col·laborat en aquests programes:
- Versió original (1998-2001). Programa dirigit per Toni Clapés a Catalunya Ràdio
- L'hora del pati (2003) Programa dirigit per Albert Om a RAC 1
- Dia a la vista (2001-04) Programa dirigit per Kiku Sanchís a Ràdio 4
- Els minoristes (2013-actualitat), Secció d'El matí de Catalunya Ràdio

## Escriptor
Va ser articulista als diaris El 9 Nou (2000-2003) i La Vanguardia (2002-2004).
- Guillermo Gallardo en Gimiendo a lo lindo (1997). Teatre
- Entre dos senos (1998). Teatre
- De quatre grapes, Editorial Empúries (2002). Narrativa[10]
- Flip (2002). Teatre
- Amb la ploma al cos, Editorial Empúries (2004). Narrativa[11]
- Sexes, Edicions 62 (2006), juntament amb Pep Anton Gómez. Teatre
- Pròleg de Lo nou diccionari lleidatà-català, Editorial Alfazeta (2010)[12]
- Pluja daurada, reflexions espirituals (2014), Viena Edicions